# José Luis Pérez Canca
José Luis Pérez Canca, né le 8 mai 1971 à Malaga et mort le 10 septembre 2015 à Fuengirola d'un cancer du pancréas, est un ancien joueur international de handball espagnol évoluant au poste de demi-centre.

## Palmarès

### EnÉquipe nationale d'Espagne
- Médaillé de bronze aux Jeux méditerranéens de 1997 à Bari,  Italie
- Médaille d'argent au Championnat d'Europe 1998,  Italie
- 4e place au Championnat du monde 1999,  Égypte

### En clubs
Compétitions internationales
- Vainqueur de la Coupe des Coupes (3) : 1999, 2002 et 2003

Compétitions nationales
- Deuxième du Championnat d'Espagne en 1999 et 2003
- Vainqueur de la Coupe ASOBAL (1) : 1999
- Vainqueur de la Coupe du Roi (1) : 2003